# Uthong
U-thong (tiếng Thái: อู่ทอง) hoặc Ramathibodi I (tiếng Thái: รามาธิบดีที่ 1) (1314–1369) là vị vua đầu tiên của Vương quốc Ayutthaya (ngày nay là một phần của Thái Lan), trị vì từ năm 1350 đến năm 1369. Ông được gọi là Hoàng thân U Thong trước khi lên ngôi vào năm 1350. Ông là người Chiang Saen (ngày nay ở tỉnh Chiang Rai) ông tuyên bố xuất thân từ Khun Borom và truyền bá Phật giáo Nam truyền làm quốc giáo.
Học giả Charnvit Kasetsiri đưa ra giả thuyết rằng U Thong có lẽ đã thực sự xuất thân từ một gia đình nhà buôn người Hoa buôn bán ở khu vực Phetburi. Ít nhất một biên niên sử đã xác định U Thong là con của một Chodüksethi, rõ ràng là một người đứng đầu của một cộng đồng buôn bán người Hoa. Các thông tin mới từ Kedah ở Malaysia chỉ rõ rằng Rama Tibodi I theo tên Hồi giáo là Sultan Mad Zafar Syah III người cai trị Kedah Pasai Ma Xiêm La, có lẽ là một phần của đế quốc Ayyuthian. Các ghi chép ở Iran cho rằng ông cho một học giả Hồi giáo có tên là Sheikh Ahmad Qomi ở trong triều đình của mình. Đế quốc Ayutthia quá rộng, trải dài từ Ayuthia đến Quần đảo Mã Lai, bao gồm Patani, Acheh, Riau Sulawesi, Brunai và Mindanao. Ông là con rể của vua Hồi giáo Xiêm La người Hoa với tên Nayuan (Bee Father). Một đồng xu vàng với tên ông trên đó đã được người ta tìm thấy tại đảo Langkawi và được cất giữ tại Bảo tàng bang Kedah.
Trong thời kỳ trị vì, ông cho xây Nhà thờ Hồi giáo Ton Sun Khlong Tue ở Băng Cốc mà nhà nay vẫn còn.